# خطای ۴۰۳
خطای ۴۰۳یا کد ۴۰۳ یکی از کدهای وضعیت پروتکل انتقال ابرمتن می‌باشد. سرور وب با ارسال این کد در پاسخ به یک درخواست، نشان می‌دهد که درخواست را به‌طور کامل دریافت کرده و فهمیده‌است، اما از اجرای ادامهٔ درخواست شما امتناع می‌ورزد. در واقع این نوع پاسخ هنگامی ارسال می‌شود که بر اساس تنظیمات وب سرور، شما اجازهٔ دسترسی به منبع مورد درخواست را نداشته‌باشید.
رایج‌ترین حالتی که این خطا اتفاق می‌افتد، در پاسخ به درخواست‌های GET برای نمایش یک صفحه است. بااین‌حال، این خطا در موارد دیگری نیز اتفاق می‌افتد.
سرور وب آپاچی در پاسخ به درخواست‌هایی که نیاز به فهرست‌کردن (Indexing) پوشه‌هایی که اجازهٔ فهرست‌کردن در آن‌ها سلب شده‌است، خطای ۴۰۳ را برمی‌گرداند. سرور وب آی‌آی‌اس (IIS) نیز به شکل مشابه عمل می‌کند.

## زیرکدهای سرورِ وبِ آی‌آی‌اس
- ۴۰۳٫۱: اجازه اجرا وجود ندارد
- ۴۰۳٫۲: اجازه خواندن وجود ندارد
- ۴۰۳٫۳: اجازه نوشتن وجود ندارد
- ۴۰۳٫۴: استفاده از اچ‌تی‌تی‌پی‌اس ضروری است
- ۴۰۳٫۵: استفاده از اچ‌تی‌تی‌پی‌اس با کلید ۱۲۸بیتی ضروری است
- ۴۰۳٫۶: آدرس آی‌پی شما اجازه ندارد
- ۴۰۳٫۷: کلاینت باید دارای گواهی دیجیتال باشد
- ۴۰۳٫۸: امکان دسترسی به وبگاه وجود ندارد
- ۴۰۳٫۹: تعداد کاربران بیش از حد مجاز است
- ۴۰۳٫۱۰: تنظیمات سرور اشتباه است
- ۴۰۳٫۱۱: گذرواژه تغییر کرده‌است
- ۴۰۳٫۱۲: مَپر (Mapper) به شما اجازه دسترسی نمی‌دهد
- ۴۰۳٫۱۳: گواهی دیجیتال کلاینت مصادره شد
- ۴۰۳٫۱۴: اجازه فهرست‌کردن پوشه وجود ندارد
- ۴۰۳٫۱۵: اجازه‌های دسترسی کاربر بیش از حد مجاز است
- ۴۰۳٫۱۶: گواهی دیجیتال کلاینت نامعتبر است و تأیید شده نیست
- ۴۰۳٫۱۷: گواهی دیجیتال کلاینت منقضی شده‌است
- ۴۰۳٫۱۸: اجازه اجرای درخواست از این Application Pool وجود ندارد

## بیرون
- خطای ۴۰۳
- رفع ارور ۴۰۳
- رفع خطای ۴۰۳ بایگانی‌شده  در ۲۵ مه ۲۰۱۹ توسط Wayback Machine